# Osobowość zależna
Osobowość zależna, abulomania (dawniej: asteniczne zaburzenie osobowości) – zaburzenie osobowości typu C (zaburzenie obawowo-lękowe), w którym występuje przesadna potrzeba bycia pod opieką, prowadząca do zachowań nacechowanych uległością oraz strachem przed opuszczeniem. Osoba dotknięta tym problemem zdrowotnym charakteryzuje się unikaniem podejmowania ważnych decyzji dotyczących swojego życia, wykazuje chęć przekazania odpowiedzialności za nie swojemu otoczeniu. Towarzyszy temu ciągła obawa przed popełnieniem błędu i związana z nią bierność.
Zaburzenie osobowości zależnej objawia się też przywiązywaniem przesadnie dużej wagi do relacji interpersonalnych i chęcią podtrzymania ich często za wszelką cenę. Dotyczy to także rezygnacji z własnych pragnień i potrzeb, jeżeli kolidowałyby z potrzebami innych osób. W skrajnych wypadkach osoba dotknięta zaburzeniem jest w stanie tolerować poniżające traktowanie, a nawet przemoc fizyczną otoczenia.

## Kryteria diagnostyczne (objawy)

### Kryteria diagnostyczneICD-10
Światowa Organizacja Zdrowia umieszcza osobowość zależną w grupie F60.7 klasyfikacji ICD-10.
Do rozpoznania zaburzenia spełnione muszą być co najmniej trzy spośród poniższych warunków:
- pozwalanie innym na przejmowanie odpowiedzialności za swoje decyzje
- podporządkowywanie potrzeb potrzebom innych
- niechęć do stawiania wymagań osobom, od których jest się zależnym
- obawa przed niezdolnością do zatroszczenia się o siebie wynikająca z osamotnienia, powodujące dyskomfort
- obawa przed opuszczeniem
- ograniczona zdolność podejmowania decyzji bez radzenia się innych

### Kryteria diagnostyczneDSM-IV
- trudność podejmowania codziennych decyzji bez ciągłych rad i wsparcia ze strony innych
- potrzeba, żeby inni brali na siebie odpowiedzialność za większość istotnych sfer naszego życia
- trudności w wyrażaniu niezadowolenia z innych spowodowane obawą przed utratą wsparcia lub aprobaty
- trudności w inicjowaniu projektów lub robieniu czegoś samemu, wynikające raczej z braku zaufania do własnych sądów lub zdolności, niż z braku motywacji czy energii
- nadmierne starania w celu uzyskania wsparcia psychicznego ze strony innych, prowadzące do ofiar polegających na robieniu rzeczy nieprzyjemnych
- poczucie niewygody lub bezradności, kiedy jest się samemu, wynikające z wyolbrzymionych obaw co do bycia zdolnym do zaopiekowania się samym sobą
- gwałtowne poszukiwanie nowych związków jako źródeł opieki i wsparcia, gdy bliskie związki się kończą
- nierealistyczne zaabsorbowanie lękami przed byciem pozbawionym opieki (of being left to take care of himself or herself)[6]